# 関原自動車学校
株式会社関原自動車学校（せきはらじどうしゃがっこう）は、新潟県長岡市に本社を置き、新潟県内3校の指定自動車教習所を運営する企業。

## 事業所
- 関原自動車学校
  - 関原自動車学校整備工場 - 教習車以外の一般の整備・修理、新車・中古車販売も行う
  - 関原バイパスSS - 2019年から出光系列を離れ、独自に仕入れノーブランド店舗となる。
- 小千谷自動車学校
- 見附自動車学校

## 関原自動車学校
所在地：新潟県長岡市関原南4丁目4058　
本社・本校の所在地であり、整備工場やガソリンスタンドの運営も行っている。

### 教習車種
- 第一種普通自動車（MT・AT）
- 準中型自動車
- 第一種中型自動車
- 第一種大型自動車
- 第一種大型特殊自動車
- 第一種けん引自動車
- 第二種普通自動車（MT・AT）
- 第二種中型自動車
- 第二種大型自動車
- 小型自動二輪車（MT・AT）
- 普通自動二輪車（MT・AT）
- 大型自動二輪車（MT・AT）

### 指定講習機関及び委託講習
- 初心運転者講習（普通自動車・自動二輪車）
- 高齢者講習
- 取消処分者講習　他

## 見附自動車学校
所在地：新潟県見附市昭和町1丁目12-13

## 小千谷自動車学校
所在地：新潟県小千谷市千谷字小嶋甲2692-1